# Parafia Nawiedzenia Najświętszej Maryi Panny w Mysłowicach
Parafia Nawiedzenia NMP – rzymskokatolicka parafia znajdująca się w Mysłowicach, w dzielnicy Brzezinka. Parafia należy do dekanatu mysłowickiego w archidiecezji katowickiej, erygowana 31 marca 1903 r., konsekrowana 27 października 2013 r.

## Geneza
Brzezinka, dziś dzielnica Mysłowic, swoją nazwę zawdzięcza prawdopodobnie rosnącym tam licznym dębom i bukom (w okresie rządów pruskich otrzymała nazwę „Birkental” – od niemieckich słów Birke – brzoza oraz Tal – dolina). Impulsem, który pobudził mieszkańców Brzezinki do zbudowania własnego kościoła, co w kolejnych latach przysłużyło się ustanowieniu parafii, był rozwój przemysłu w Brzezince. Pod koniec XIX w. Kopalnia „Karol” otrzymała prawa górnicze jako pierwsza z działających na terenie Brzezinki. Zaraz po rozpoczęciu działalności wydobywczej nastąpił rozwój przemysłu hutniczego. Kiedy w 1847 r. powstała linia kolejowa łącząca Mysłowice z Wrocławiem i Berlinem przez Brzezinkę, została ona przedłużona do Oświęcimia. Z kolei w 1853 r. Brzezinka uzyskała połączenie drogowe z Wrocławiem. Wymienione powyżej wydarzenia sprzyjały rozwojowi życia społecznego, zmianie struktury ludności z rolniczej na rolniczo-robotniczą, ale przede wszystkim wzrostowi liczby mieszkańców Brzezinki. Ten właśnie powód jako najważniejszy w powstaniu brzezińskiej parafii podaje historyk, autor publikacji z 1928 r. pt. „Dzieje parafii i wsi Brzezinki” – ks. Jan Kudera.
Jako pierwszy z bezpośrednich kroków, które miały doprowadzić do powstania nowej parafii należy uznać rozesłane przez eksburmistrza Mysłowic – Piotra Rothera – zaproszenia do mieszkańców Brzezinki na spotkanie, na którym chciano omówić projekt utworzenia w Brzezince osobnej parafii. Ks. Jan Kudera uważa, że pomysł Rothera nie był szczery i bezinteresowny, gdyż z powodu nieznanych bliżej zatargów Piotra Rothera z magistratem mysłowickim chciał on w ten sposób dokuczyć miastu oraz osobiście proboszczowi mysłowickiemu – Edwardowi Kleemannowi. Zebranie to odbyło się, a obecni na nim znaczący obywatele brzezińscy nie tylko zgodzili się na realizację propozycji, ale nawet uznali tę sprawę za pilną. Do realizacji idei budowy kościoła doszło dopiero w dwadzieścia lat po zebraniu z 1872 r. Przyczyn tak znacznego opóźnienia realizacji projektu budowy kościoła było kilka. Pierwszym z nich był podział ludność na dwa obozy – ten, który chciał wciąż należeć do parafii w Mysłowicach oraz drugi, który chciał utworzenia osobnej parafii w Brzezince – zgodnie z pomysłem Rothera. 14 lutego 1872 r. Komitet Budowy Kościoła powołany w Brzezince wysłał pismo do biskupa wrocławskiego, informując go o postanowieniach komitetu, na co dziesięć dni później biskup Heinrich Förster odpowiedział, że sprawę budowy kościoła powierzył kurii wrocławskiej. Pismo to jednak nic nie wspominało o oficjalnym zezwoleniu na budowę kościoła, jednak Rother tak to zinterpretował obwieszczając wszem wobec, iż ma pozwolenie na budowę. Z tego powodu Generalny Wikariat 21 maja 1872 r. zawiadomił komitet o tym, że o żadnym pozwoleniu na odłączenie Brzezinki od parafii w Mysłowicach nie może być mowy za życia mysłowickiego proboszcza ks. Kleemanna. W tym samym czasie wszelkie inwestycje budowlane zostały zahamowane z powodu tzw. kulturkampfu.
Po ustaniu kulturkampfu nastały lepsze czasy także dla budownictwa kościelnego. 18 maja 1886 r. w Brzezince powołano nowy Komitet Budowy Kościoła. Katolicy zaczęli zbierać ofiary i można było rozpocząć budowę.

## Budowa kościoła
Kościół został wybudowany na ziemiach podarowanych przez Andrzeja Sorka, według planów, których autorem był architekt Schneider z Katowic. Budowę rozpoczęto jesienią 1892 r., pracę przyspieszyło podarowanie przez biskupa dotacji w wysokości 5000 marek. 25 października tegoż roku poświęcono kamień węgielny, w który został wmurowany dokument, opisujący przebieg przygotowań do budowy kościoła, a także informacje dotyczące Brzezinki i jej mieszkańców w tamtych latach – m.in. liczba mieszkańców, kopalń, szkół, zatrudnienie, a także wymieniono najhojniejszych ofiarodawców. Z tego dokumentu dowiadujemy się, że kościół budowany był pod wezwaniem Nawiedzenia NMP; do takiego, a nie innego patronatu mogły się przyczynić nagłośnione objawienia Matki Boskiej z Lourdes w 1858 r. W 1893 r. do komitetu budowy przystąpił mysłowicki proboszcz ks. Klaszka, który pomógł wprowadzić do projektu ważne zmiany – m.in. pominięte dzwony, ogrodzenie, ołtarze, ambonę. Pojawiły się dwa poważne problemy w czasie budowy. Pierwszym z nich była słaba konstrukcja ścian, a drugim – groźba bankructwa architekta Schneidera. Pojawiła się nawet obawa, że kościół zostanie zburzony lub sprzedany, aby w ten sposób spłacić długi architekta. 22 listopada 1893 r. mysłowicki proboszcz Klaszka poświęcił kościół. Wystrój wewnętrzny kościoła był darem z rozebranego kościoła w Chorzowie, wraz z wystrojem brzezińskiemu kościołowi zostały podarowane stare organy.
Po poświęceniu kościoła mieszkańcy Brzezinki uciekli się do podstępu, aby wymóc na biskupie wrocławskim stworzenie osobnej parafii. Postanowili oni zatrzymać biskupa wrocławskiego kard Georga Koppa, kiedy to 4 maja 1902 r. przejeżdżał przez Brzezinkę do Dziećkowic, aby udzielić tam sakramentu bierzmowania. Przywitany przez naczelnika Ludę kard. Georg Kopp wprawdzie nie wstąpił do Brzezinki, jednak obiecał przysłać księdza.
15 października 1902 r. ks. Emil Wawreczko – mysłowicki wikary – został mianowany przez kard. Georga Koppa pierwszym proboszczem w Brzezince, który 9 listopada został uroczyście wprowadzony na ten urząd. Ks. Wawreczko zatroszczył się o powstanie cmentarza, odnowienie ołtarza, budowę dwóch ołtarzy bocznych.
31 marca 1903 r. kardynał Georg Kopp z Wrocławia erygował parafię w Brzezince, włączając ją do dekanatu mysłowickiego. 27 października 2013 r. abp senior Damian Zimoń konsekrował świątynię.

## Duszpasterstwo
Brzezinka była parafią, która szybko potrafiła na swoim terenie powołać do życia istniejące w tamtych czasach stowarzyszenia kościelne. W 1903 r. w parafii zawiązała się Mariańska Kongregacja Panien, która po dwudziestu latach liczyła już 230 członkiń, co na parafię liczącą 6000 ludzi było sporym osiągnięciem. Warto zaznaczyć, że to parafia w Brzezince już w 1905 r., jako pierwsza na Górnym Śląsku, wprowadziła zwyczaj odprawiania pasterki o północy. W 1909 r. do Brzezinki przybyły Siostry Służebniczki NMP. Zajmowały się katechezą i pracą z dziećmi. W 2021 roku zakończyły swoją działalność po 112 latach. W 2022 roku przybyły do parafii siostry Jadwiżanki.

## Proboszczowie
- ks. Emil Wawreczko (1904–1913)
- ks. Ernest Bresler (1913–1914)
- ks. Franciszek Janik (1914–1920)
- ks. Jan Kudera (1920–1940)
- ks. Alojzy Nowak (1940–1975)
- ks. Konrad Bojdoł (1975–1988)
- ks. Paweł Bubalik (1988–2015)
- ks. dr Andrzej Hoinkis (od 2015)